# Rebellatrix
Rebellatrix ("rebelde", debido a su singular aleta caudal) es un género extinto de celacanto hallado en la Formación Sulphur y el Parque Provincial del Lago Wapiti del Triásico Inferior de la Columbia Británica, en Canadá. Comprende una sola especie, R. divaricerca ("cola bifurcada"), que a su vez es la única especie de la familia Rebellatricidae. Su rasgo más característico es su cola bifurcada similar a la de un atún (inusual para un pez celacantimorfo), lo cual sugiere que era un pez de rápido movimiento con un estilo de vida activo, a diferencia de los celacantos actuales.
El espécimen holotipo es un fósil casi completo, con la excepción de algunas aletas y la mayor parte del cráneo, así como una cola caudal incompleta. Otros tres especímenes revelaron el resto de la cola. Este celacanto puede haber alcanzado una longitud de 1,3 metros. Aparte de su curiosa (y simétrica) aleta caudal, la aleta dorsal posterior se encuentra detrás de su aleta anal en vez de estar al contrario. Se cree que Rebellatrix era un depredador de veloz nado, dado que su cola está claramente constituida para la velocidad, y los celacantos modernos solo usan su aleta caudal cuando atacan a sus presas, y pudieron ser así uno de los primeros depredadores distintos a los tiburones que llenaron ese nicho.